# Казе Барбони (Арецо)
Казе Барбони је насеље у Италији у округу Арецо, региону Тоскана.
Према процени из 2011. у насељу је живело 16 становника. Насеље се налази на надморској висини од 982 м.